# 羅拉多·谷貝拉·謝卡德斯
羅拉多·谷貝拉·謝卡德斯（西班牙語：Rolando Cubela Secades，1932年1月19日—2022年8月23日）是前古巴政治人物。巴蒂斯塔獨裁年代，谷貝拉曾參加學運，又領導過三一三革命指導委員會。古巴革命後，谷貝拉·謝卡德斯加入了軍方，但不久之後卻在友人的介紹下成為了中央情報局的密使。1963年，中情局在巴黎給予谷貝拉一枝毒筆，欲暗殺菲德尔·卡斯楚，暗殺行動最後終止。不過谷貝拉·謝卡德斯仍因企圖暗殺卡斯楚而被審判，被判25年刑期。谷貝拉·謝卡德斯最終在1979年獲釋，其後流亡到西班牙。